# Elvir Laković Laka
Elvir Laković, ismertebb nevén Laka (Goražde, Bosznia-Hercegovina, 1969 március 15.–) boszniai rockénekes, dalszövegíró. 2008-ban képviselte Bosznia-Hercegovinát az Eurovíziós Dalfesztiválon, ahol 10. lett.

## Életútja
A kelet-boszniai kisvárosban született 1969. március 15-én. Apja városi ügyvéd, míg anyja egy telekommunikációs cégnél dolgozott. Kezdetben zeneiskolába járt, ahol gitározni tanult, de nem volt elégedett a tanítási módszerrel és a zene iránti nézetekkel, emiatt hirtelen kilépett az iskolából. 2 évig egészségügyi képzésre járt, de nem került be a niši egyetemre. A boszniai háborúk ideje alatt katonaként szolgált. Ez után hat évig különféle külföldi szervezeteknek dolgozott. Laka zenei karrierjét bárokban, kisebb kocsmákban kezdte, ahol népszerű boszniai pop- és rockszámokat adott elő, kisebb-nagyobb sikerrel. 1998-ban akkori zenekarával, a Deformacija prorezával kiadta első számát, Malo sam se razočar'o (magyarul: Egy kicsit csalódtam) néven. A számmal nagy sikert ért el, ezért elkészítette újabb számait (Vještica - Boszorkány; Mor'o - Muszáj voltam ; Piškila - Pisiltél). Ezek még népszerűbbé tették őt. 2003-ban megjelent Ja sam mor'o (Muszáj voltam) c. száma, amivel megnyerte a legjobb rockszámért járó díjat Bosznia és Hercegovinában. 2004-ben elhagyta hazáját, és egészen New Yorkig ment, hogy zenekart alapítson, de két és fél év után visszatért Boszniába. Ezután, 2007-ben kiadta első lemezét Zec (Nyúl) címmel (ami Horvátországban is megjelent).

## Eurovíziós Dalfesztivál 2008
Nemzeti döntőjét megnyervén jogot szerzett arra, hogy 2008.május 20-tól 24-ig képviselje Bosznia-Hercegovinát Belgrádban az Eurovíziós Dalfesztiválon. Az első elődöntőben 13-ként lépett fel, de így is 9. helyen tovább jutott, összesen 72 pontot kapott a közönségtől. A döntőben hatodiknak lépett színpadra, ugyan több pontot kapott (110) mint az elődöntőben, de végül tizedik lett. A fellépés érdekessége, hogy Laka nem bízott meg külön táncosokat, hanem húgával Mirelával "bohóckodtak" a színpadon. 2009-ben ő jelentette be a boszniai szavazás végeredményét.

## Diszkográfia

### Albumok
| Év   | Album                  |
| 2007 | Zec (Nyúl)             |
| 2010 | Stvorenje (Teremtmény) |

### Kislemezek
| Év   | Kislemez                                    |
| 1998 | Malo sam se razočar'o(Egy kicsit csalódtam) |
| 2001 | Vještica(Boszrokány)                        |
| 2001 | Mor'o (Muszáj voltam)                       |
| 2001 | Piškila (Pisiltél)                          |
| 2003 | Ja sam mor'o (Muszáj voltam)                |
| 2008 | Pokušaj (Próbáld meg)                       |

### Fordítás
- Ez a szócikk részben vagy egészben  az   Elvir Laković Laka című angol Wikipédia-szócikk ezen változatának fordításán alapul.  Az eredeti cikk szerkesztőit annak laptörténete sorolja fel. Ez a jelzés csupán a megfogalmazás eredetét és a szerzői jogokat jelzi, nem szolgál a cikkben szereplő információk forrásmegjelöléseként.